# Casa Foster pentru prieteni imaginari
Casa Foster pentru prieteni imaginari (în engleză Foster's Home for Imaginary Friends) este un serial de animație american creat de Craig McCracken pentru Cartoon Network și produs de Cartoon Network Studios ca primul serial animat în Adobe Flash al canalului. Serialul, care este plasat într-o lume unde prietenii imaginari coexistă cu oamenii, urmărește un băiat pe nume Mac care este presat să își abandoneze prietenul său imaginar Bloo. După ce duoul descoperă un orfelinat dedicat pentru adăpostirea prietenilor imaginari, Bloo se mută acolo și este reținut de la adopție atât timp cât Mac îl vizitează în fiecare zi la ora trei după amiază. Fiecare episod îi are pe Mac și Bloo vizitând casa Foster și interacționând cu alți prieteni imaginari și personalul casei și își trăiesc aventurile zilnice, de obicei fiind prinși într-o mulțime de predicamente.
McCracken a conceput serialul adoptând doi căței de la un adăpost de animale și aplicând conceptul la prieteni imaginari. Serialul a avut premiera pe Cartoon Network pe 13 august 2004 cu un film de 90 de minute și a început difuzarea normală pe 20 august 2004, terminându-se pe 3 mai 2009 cu șase sezoane și 78 de episoade. Craig McCracken a părăsit Cartoon Network la scurt timp după ce s-a terminat serialul.
Casa Foster pentru prieteni imaginari a devenit unul dintre cele mai de succes seriale originale ale Cartoon Network, și a fost primit cu laude din partea criticilor. A câștigat șapte Premii Emmy, cinci Premii Annie, un Premiu OIAF și un Premiu Pulcinella.
Un spin-off, Foster's Funtime for Imaginary Friends, a fost anunțat pe data de 18 iulie 2022, produs de Hanna-Barbera Studios Europe cu Craig McCracken revenind ca creator. Spin-off-ul este destinat unui public preșcolar și prezintă o nouă distribuție de tineri prieteni imaginari, alături de Bloo și Doamna Foster din serialul original.

## Subiect
Serialul prezintă viața de zi cu zi a lui Mac, un băiat de 8 ani și Bloo, prietenul lui imaginar care locuiește în casa doamnei Foster. În casa doamnei Foster orice prieten imaginar a cărui stăpân nu-l mai dorește este primit, i se oferă un loc în casă și este dat spre adopție. Toți prietenii imaginari, în-afară de domnul Herriman. Pentru ca Bloo să nu fie dat și el spre adopție, Mac trebuie să-l viziteze în fiecare zi.

## Personaje
Pentru detalii vedeți articolul Listă de personaje ale serialului Casa Foster pentru prieteni imaginari
- Mac este un băiat de 8 ani. El își petrece mult timp cu prietenul lui imaginar, Bloo. Este de obicei sfătuitor și liniștit. Atunci când consumă zahăr devine hiperactiv.

- Blooregard Q. Kazoo (Bloo) este prietenul imaginar creat de Mac. El este inversul lui Mac: este neastâmpărat și intră mereu în bucluc. E albastru și fără picioare.

- Wilt este un prieten imaginar roșu, înalt, cu un ochi strâmb și șubred și cu un braț ciung. Este întotdeauna binevoitor, optimist și vesel, se supără foarte rar și nu poate spune "nu" prietenilor care au nevoie de el.

- Eduardo este un prieten imaginar cu blană, de o mărime monstruoasă și cu coarne. Cu toate acestea, el este un prieten imaginar sperios, blând și loial. Vorbește cu accent spaniol.

- Coco este un cuc. Spune doar coco dar cei din casă par că o înțeleg întotdeauna ce zice. Coco este capabilă să producă ouă de plastic colorate care ascund surprize.

- Francis Foster (Frankie) este nepoata doamnei Foster și este cea care are grijă ca totul să funcționeze bine. Este ca o soră mai mare a tututor prietenilor imaginari.

- Doamna Foster este bătrâna stăpână a casei care-i poartă numele. Ea îi iubește pe toți prietenii imaginari. Este blândă, sociabilă și iubitoare.

- Domnul Herriman este prietenul imaginar al doamnei Foster. Ea l-a creat când era tânără. Domnul Herriman este cel care supraveghează și coordonează tot ce se petrece în casă. Se așteaptă ca totul să funcționeze perfect.[3]

Pe site-ul american, Cartoon Network a lansat un joc numit Big Fat Awesome House Party.